# さんさ時雨
さんさ時雨（さんさしぐれ）とは、日本の宮城県に伝わる民謡のひとつ。

## 概要
1589年、伊達政宗は会津地方の戦国大名、蘆名氏を、「摺上原の戦い」で撃破した。この戦いにより、蘆名氏は滅亡した。『さんさ時雨』は、伊達軍による勝ち戦の直後、伊達軍の将兵によって作られ、歌われたとされる民謡のこと。
また、一方で以下の記録も残されている。
1930年(昭和5年)3月20日、仙台協賛会発行「わしが国さ」第20号には、藤原非想庵（藤原相之助）が非想生という著名で「さんさしぐれの研究(1)」を投稿している。この研究では、この民謡は「地方の民謡」ではなく、中央から全国的に唄われていた小曲で、それが奥州で残っていた、というのである。発生時代は室町の頃であり、東北に伝達されたのも室町時代の末を下らない、と断言している。蘆名氏時代の会津若松でも唄われた形跡があり、伊達軍の将兵が作ったことを否定している。当時と現在（昭和5年を指す）では唄い方も曲風も大きく変わり、原形を留めていないのを嘆いている。
また、一番の歌詞の説明もこれに続く号に載せており、「時雨」と「濡れかかる」は一体的なもので、男女の濡れ場を表したものであるという。それ故、ご祝儀での祝い唄ということになったとも言っている。